# 알렉스 폰티
알렉스 폰티(영어: Alex Ponti, 1953년 9월 1일 ~ 2022년 1월 31일)는 이탈리아의 영화 프로듀서이다. 영화 프로듀서인 카를로 폰티의 아들이자 에도아르도 폰티와 카를로 폰티 주니어의 이복 형이기도 하다.